# Securidaca lateralis
Securidaca lateralis är en jungfrulinsväxtart som beskrevs av Alfred William Bennett. Securidaca lateralis ingår i släktet Securidaca och familjen jungfrulinsväxter. Inga underarter finns listade i Catalogue of Life.